# I'm Livin' in Shame
"I'm Livin' in Shame" is een single van The Supremes uit 1969. Het nummer werd geschreven door "The Clan", net zoals zijn voorganger van The Supremes solo, "Love Child". Alhoewel het nummer niet zo'n succes als "Love Child" was, haalde het wel de top 10 op de Amerikaanse poplijst. Daarnaast bereikte het een opvallende #2 notering in Canada, waar het nummer wel bijna even succesvol was als "Love Child". "I'm Livin' In Shame" is afkomstig van het album "Let The Sunshine In", waar ook de singles "The Composer" en "No Matter What Sign You Are" opstaan en "What becomes of the brokenhearted", een cover van een andere Motown artiest, Jimmy Ruffin.

## Bezetting
- Lead: Diana Ross
- Achtergrondzangeressen: The Andantes, in plaats van Cindy Birdsong en Mary Wilson.
- Instrumentatie: The Funk Brothers
- Schrijvers: Henry Cosby, Frank Wilson, Pamela Sawyer, Deke Richards en R. Dean Taylor (zie The Clan)
- Productie: Berry Gordy, Henry Cosby, Frank Wilson, Deke Richards en R. Dean Taylor
- Arrangeur: Paul Riser